# Чемпіонат світу з хокею із шайбою 1976
Чемпіонат світу з хокею із шайбою 1976 — 43-й чемпіонат світу з хокею із шайбою, який проходив в період з 8 квітня по 25 квітня 1976 року.  
У рамках чемпіонату світу пройшов 54-й чемпіонат Європи.
Група А Катовиці, Польща 8 квітня — 25 квітня 1976.
Група В Аарау, Біль (Швейцарія) 18 березня — 27 березня 1976.
Група С Гданськ, (Польща) 8 березня — 13 березня 1976.

## Регламент
Змінився формат турніру, замість 6 збірних брали участь у чемпіонаті вісім збірних. Сам чемпіонат проходив у два етапи, на першому збірні грали в одне коло, після чого на другому етапі четвірка найкращих з нуля розігрувала місця з першого по четверте, а друга з урахуванням очок першого етапу розігрували місця з п'ятого по восьме. Також, починаючи з цього чемпіонату світу збірні отримали можливість залучати до лав національних збірних гравців професійних  ліг НХЛ та ВХА.

## Чемпіонат світу Група А
| М | Збірні         | 1        | 2       | 3       | 4        | 5       | 6       | 7       | 8       | Ш     | О  |
| - | -------------- | -------- | ------- | ------- | -------- | ------- | ------- | ------- | ------- | ----- | -- |
|   | Чехословаччина | •        | 3:2 3:3 | 3:1 5:3 | 10:2 5:1 | 7:1     | 9:1     | 12:0    | 10:0    | 67:14 | 19 |
|   | СРСР           | 2:3 3:3  | •       | 6:1 3:4 | 5:2 7:1  | 8:1     | 8:2     | 4:6     | 4:0     | 50:23 | 13 |
|   | Швеція         | 1:3 3:5  | 1:6 4:3 | •       | 0:2 7:3  | 4:3     | 4:1     | 4:1     | 8:2     | 36:29 | 12 |
| 4 | США            | 2:10 1:5 | 2:5 1:7 | 2:0 3:7 | •        | 3:3     | 5:1     | 4:2     | 1:2     | 24:42 | 7  |
| 5 | Фінляндія      | 1:7      | 1:8     | 3:4     | 3:3      | •       | 5:2 4:4 | 3:3 5:5 | 1:2 9:3 | 35:41 | 8  |
| 6 | ФРН            | 1:9      | 2:8     | 1:4     | 1:5      | 2:5 4:4 | •       | 5:3 2:1 | 7:1 1:1 | 26:41 | 8  |
| 7 | Польща         | 0:12     | 6:4     | 1:4     | 2:4      | 3:3 5:5 | 3:5 1:2 | •       | 6:4 5:4 | 32:47 | 8  |
| 8 | НДР            | 0:10     | 0:4     | 2:8     | 2:1      | 2:1 3:9 | 1:7 1:1 | 4:6 4:5 | •       | 19:52 | 5  |

Склад чемпіонів: воротарі — Їржі Голечек, Владімір Дзурілла; захисники — Олдржих Махач, Франтішек Поспішил, Їржі Бубла, Мілан Кайкл, Мілан Халупа, Мирослав Дворжак, Франтішек Каберле; нападники — Владімір Мартінець, Мілан Новий, Їржі Новак, Богуслав Штястний, Іван Глінка, Їржі Голик, Маріан Штястний, Петер Штястний, Ярослав Поузар, Едуард Новак, Франтішек Черник. Тренери: Карел Гут, Ян Старший.

## Чемпіонат Європи
|   | Чехословаччина |
|   | Швеція         |
|   | СРСР           |
| 4 | ФРН            |
| 5 | Польща         |
| 6 | Фінляндія      |
| 7 | НДР            |

## Найкращі бомбардири
| Гравець            | Результат |
| ------------------ | --------- |
| Владімір Мартінець | 20 (9+11) |
| Їржі Новак         | 16 (9+7)  |
| Мілан Новий        | 15 (9+6)  |
| Роланд Ерікссон    | 15 (8+7)  |
| Іван Глінка        | 15 (7+8)  |
| Валерій Харламов   | 14 (4+10) |
| Борис Михайлов     | 13 (7+6)  |

## Найкращі гравці чемпіонату світу
Найкращими гравцями були обрані (Директорат турніру):
Воротар  Їржі Голечек
Захисник  Франтішек Поспішил
Нападник  Владімір Мартінець
Найкращі гравці за версією журналістів:
Воротар  Їржі Голечек
Захисники  Франтішек Поспішил —  Матс Валдін
Нападники  Валерій Харламов —  Владімір Мартінець —  Мілан Новий

## Чемпіонат світу Група В
| Збірна     | М | В | Н | П | Ш     | О  | РУМ | ЯПН  | НОР | ШВЙЕ | ЮГО | НІД | ІТА  | БОЛ |
| ---------- | - | - | - | - | ----- | -- | --- | ---- | --- | ---- | --- | --- | ---- | --- |
| Румунія    | 7 | 5 | 1 | 1 | 40-23 | 11 |     | 7-5  | 2-1 | 7-2  | 2-5 | 8-1 | 5-5  | 9-4 |
| Японія     | 7 | 5 | 0 | 2 | 34-17 | 10 | 5-7 |      | 2-3 | 6-2  | 3-2 | 4-0 | 10-0 | 4-3 |
| Норвегія   | 7 | 4 | 0 | 3 | 29-21 | 8  | 1-2 | 3-2  |     | 7-3  | 6-4 | 3-4 | 2-4  | 7-2 |
| Швейцарія  | 7 | 4 | 0 | 3 | 25-28 | 8  | 2-7 | 2-6  | 3-7 |      | 5-4 | 4-2 | 4-1  | 5-1 |
| Югославія  | 7 | 4 | 0 | 3 | 37-26 | 8  | 5-2 | 2-3  | 4-6 | 4-5  |     | 5-1 | 8-2  | 9-7 |
| Нідерланди | 7 | 3 | 0 | 4 | 22-30 | 6  | 1-8 | 0-4  | 4-3 | 2-4  | 1-5 |     | 9-3  | 5-3 |
| Італія     | 7 | 2 | 1 | 4 | 23-41 | 5  | 5-5 | 0-10 | 4-2 | 1-4  | 2-8 | 3-9 |      | 8-3 |
| Болгарія   | 7 | 0 | 0 | 7 | 23-47 | 0  | 4-9 | 3-4  | 2-7 | 1-5  | 7-9 | 3-5 | 3-8  |     |

## Чемпіонат світу Група С
| Збірна          | М | В | Н | П | Ш     | О | АВСТ | УГО  | ФРА | ДАН  | ВБР  |
| --------------- | - | - | - | - | ----- | - | ---- | ---- | --- | ---- | ---- |
| Австрія         | 4 | 4 | 0 | 0 | 38-9  | 8 |      | 6-3  | 7-1 | 4-3  | 21-2 |
| Угорщина        | 4 | 3 | 0 | 1 | 30-9  | 6 | 3-6  |      | 6-1 | 10-2 | 11-0 |
| Франція         | 4 | 2 | 0 | 2 | 14-18 | 4 | 1-7  | 1-6  |     | 7-4  | 5-1  |
| Данія           | 4 | 1 | 0 | 3 | 16-24 | 2 | 3-4  | 2-10 | 4-7 |      | 7-3  |
| Велика Британія | 4 | 0 | 0 | 4 | 6-44  | 0 | 2-21 | 0-11 | 1-5 | 3-7  |      |